# Dinotrema subcaesum
Dinotrema subcaesum is een insect dat behoort tot de orde vliesvleugeligen (Hymenoptera) en de familie van de schildwespen (Braconidae). De wetenschappelijke naam van de soort werd voor het eerst geldig gepubliceerd door Tobias in 2007.